# Motocross der Azen
De Motocross der Azen was een jaarlijkse internationale motorcrosswedstrijd in het Noord-Brabantse dorp Sint Anthonis. De eerste wedstrijd werd gereden op 7 september 1947 (toen nog onder de naam Internationale Motocross van Sint Anthonis). De laatste race op het toenmalige circuit "De Hoef" vond plaats in 1984 met ruim 30.000 bezoekers. De organisatie van het evenement - een van de grootste motorcrosswedstrijden van Europa - was in handen van de St Tunnisse Motor Club ("SMC").
Onder de deelnemers aan de Motocross der Azen waren vedetten als Roger de Coster en Joël Robert.
In november 2007 werd in Sint Anthonis een overzichtstentoonstelling gehouden over de Motocross, waarbij ook een aantal oud-deelnemers aanwezig was. Speciale aandacht was er voor Frans Sigmans uit Bakel, de in 2005 overleden winnaar van de Motocross der Azen van 1967 en 1968.
Op 20 en 21 september 2014 werd er een grootschalige Reünie Motocross der Azen georganiseerd in het Multi Funktionele Centrum Oelbroeck te Sint Anthonis. Hierbij waren ca 80 voormalige Internationals uit binnen- en buitenland aanwezig. De aangrenzende sporthal werd omgetoverd tot een heus walhalla voor de Motorsportliefhebber met vele overwinningsmotoren en foto's aanwezig. Op beide dagen werd ook het boekwerk Motocross der Azen - Een Gouden Tijdperk  gepresenteerd, geschreven door auteur Marcel Hermans en tevens een van de initiatiefnemers van het evenement. Er was veel belangstelling voor deze reünie, want op beide dagen passeerden circa 2.000 mensen de kassa's.     